# 希望にみちた二人のために
「希望にみちた二人のために」（きぼうにみちたふたりのために）は、1972年2月10日に発売されたジャッキー吉川とブルー・コメッツの楽曲である。作詞は橋本淳、作曲は三原綱木による。
「雨の赤坂」「津軽の海」に続き、3曲目の橋本・三原コンビによる作品となった。三原のソロで唄われている。ピアノのみのイントロから三原のソロ・ヴォーカルが入るバラード調、といった曲の構成は、ビートルズの「レット・イット・ビー」や、こちらはイントロはないが「ヘイ・ジュード」を意識していたものと思われる。サビの部分で、ラジオヴォイスを導入したり、ワンフレーズながら歌詞に英語を用いるといった試みもみられる。
今作も前作「虹と雪のバラード」に続いてオリコンシングルチャートの100位圏内にはランクインせず、この次作にあたるシングル「雨の朝の少女」を最後に、ブルー・コメッツは1972年10月に大幅なメンバーチェンジ（＝GSとしてのブルー・コメッツの、実質的な解散）を迎えることとなる。
B面は「想い出の彼方に」（橋本淳 作詞、井上忠夫 作曲）。バックコーラスや演奏面から見て1970年代のアメリカン・ポップス風の作品である。
レコードジャケットは小豆色の外枠と、中央にメンバーの集合写真を配したものである。

## 収録曲
※両曲とも、作詞:橋本淳／編曲:高田弘
1. 希望にみちた二人のために 
  - 作曲:三原綱木
2. 想い出の彼方に
  - 作曲:井上忠夫